# Acropora batunai
Acropora batunai är en korallart som beskrevs av Wallace 1997. Acropora batunai ingår i släktet Acropora och familjen Acroporidae. IUCN kategoriserar arten globalt som sårbar. Inga underarter finns listade i Catalogue of Life.